# Ivan I. Ernušt
Ivan I. Ernušt (lat. Johannes Ernusth, mađ. Ernust János)  (? — ?, 1476.), ugarski i hrvatski velikaš židovskog podrijetla, ban cijele Slavonije (1473. – 1476.).

## Životopis
Bio je podrijetlom Židov iz Austrije ili Švedske koji se doselio u Ugarsku i pokrstio. Bavio se trgovinom i novčarskim poslovima te je stekao znatan imetak. Godine 1467. imenovan je vrhovnim blagajnikom Kraljevine, a dvije godine kasnije ustupio mu je kralj Matija Korvin (1458. – 1490.) prihode rudnika bakra na području sadašnje Banske Bystrice u današnjoj Slovačkoj, kao nagradu za posuđenih 6.000 zlatnih florena.
Godine 1470. postao je vitez Kraljevine (miles regni) i "kraljev kum" (regis compater) te time i vlasnik već spominjanih rudnika, koje mu je kralj oduzeo već 1472. godine zbog neuredna poslovanja. Ipak, 1473. kralj ga je imenovao doživotnim banom čitave Slavonije, zbog čega je kupio imanja u Hrvatskoj, kaštele i posjede Štrigovu i Čakovec. Ujedno je obnašao i visoke dužnosti župana u brojnim županijama (Turócz, Zólyom, Zaladskoj županiji, Križevačkoj i u Požeškoj županiji).
Ivanovi sinovi bili su Žigmund, pečujski biskup i vrhovni blagajnik Kraljevine te Ivan II., hrvatski ban.